# Flawil
Flawil (toponimo tedesco) è un comune svizzero di 10 368 abitanti del Canton San Gallo, nel distretto di Wil.

## Infrastrutture e trasporti
Flawil è servita dall'omonima stazione sulla ferrovia San Gallo-Winterthur.